# Dasyophthalma baronesa
Dasyophthalma baronesa är en fjärilsart som beskrevs av Hans Ferdinand Emil Julius Stichel 1904. Dasyophthalma baronesa ingår i släktet Dasyophthalma och familjen praktfjärilar. Inga underarter finns listade i Catalogue of Life.